# Rou-Marson
Rou-Marson är en kommun i departementet Maine-et-Loire i regionen Pays de la Loire i nordvästra Frankrike. Kommunen ligger i kantonen Saumur-Sud som tillhör arrondissementet Saumur. År 2022 hade Rou-Marson 644 invånare.

## Befolkningsutveckling
Antalet invånare i kommunen Rou-Marson
| Referens: INSEE |